# Vale do Peso
Vale do Peso is een plaats (freguesia) in de Portugese gemeente Crato en telt 344 inwoners (2001).